# Kari Vikhagen Gjeitnes
Kari Vikhagen Gjeitnes (Molde, 13 gennaio 1985) è un'ex fondista norvegese.

## Biografia
In Coppa del Mondo ha esordito il 9 marzo 2005 a Drammen (32ª) e ha ottenuto il primo podio il 16 gennaio 2011 a Liberec (3ª). 19 febbraio 2015 Ai Mondiali di Falun 2015, suo esordio iridato, si è classificata 5ª nella sprint. Nel 2020 ha vinto la Marcialonga.

## Palmarès

### Mondiali juniores
- 1 medaglia:
  - 1 oro (sprint a Rovaniemi 2005)

### Coppa del Mondo
- Miglior piazzamento in classifica generale: 46ª nel 2015
- 1 podio (a squadre):
  - 1 terzo posto